# Матвій Огінський
Матвій Огінський (Мацей Агінскі, д/н — 1564) — державний діяч Великого князівства Литовського. Засновник старшої гілки Огінських.

## Життєпис
Походив з білоруського роду Огінських. Старший син князя Богдана Огінського, та Богуміли з невідомого роду. Про дату народження нічого невідомо. Втім, на час смерті батька, що сталася між 1549 та 1555 роками був повнолітнім. Близько 1555 року померла його мати. Матвій розділив спадщину з молодшим братом Федором, ставши з 1556 року йменуватися князем Огінським.
Напевне перебував у почті короля і великого князя Сигізмунда II Августа, оскільки користувався його довірою. У 1559 році отримав від останнього доручення щодо проведення ревізії татарських маєтностей у Великому князівстві Литовському, що й було здійснено (деякі дослідники помилково відносять ревізію до діяльності його батька Богдана Огінського). Помер у 1569 році.

## Родина
Дружина — представниця роду Тарло
діти:
- Богдан (д/н— бл. 1601)
- Ян, стольник великий литовський